# 중화민국 중앙기상국 진도 계급
중화민국 중앙기상국 진도 계급(중국어: 交通部中央氣象局地震震度分級, CWB 진도)은 타이완의 중앙기상국에서 사용하는 지진의 진도 단위이다. 지표의 가속도를 갈(gal, 1gal = 1cm/s²) 단위로 측정한다.
초기 타이완은 1936년부터 1949년까지 일본에서 사용한 일본 기상청 진도 계급을 가져와 0급부터 6급까지 7개 단위로 분류했으며 제일 강한 6급은 250gal 이상을 관측하였을 경우 기록되었다. 하지만 1999년 921 대지진에서 지진계에서 관측한 수평 최대 지반 가속도가 989.22gal을 기록하는 등 기존의 6급과는 한참 큰 값이 나와 방재 활동과 진도 구분에 의미가 없어지자 중앙기상국은 2000년 8월 신 계급 분할을 발표하여 400gal까지를 6급으로, 그 이상을 7급으로 하여 새롭게 분류하였다.
2020년 1월 1일부터는 기존 5급과 6급의 gal 범위가 너무 넓다는 지적을 받아들여 분류를 세분화해 각각 약, 강을 추가한 신 계급 분할을 발표하였다.

## 진도 계급
아래 표는 2020년 1월 1일 이후 새로 적용된 중화민국 중앙기상국 진도 계급 분류이다.
| 진도 계급 | 진도 계급 | 최대 지반 가속도           | 인간의 느낌                                                                                | 실내 상황 | 실외 상황 |
| --------- | --------- | -------------------------- | ------------------------------------------------------------------------------------------ | --- | --- |
| 0         | 무감 無感 | 0.8 gal 이하 (진도 I~II)   | 느끼지 못하는 무감지진이다.                                                                | - | - |
| 1         | 미진 微震 | 0.8~2.5 gal (진도 II~II)   | 가만히 있는 사람이 미세한 떨림을 느낄 정도이다.                                            | - | - |
| 2         | 경진 輕震 | 2.5~8.0 gal (진도III~IV)   | 대부분의 사람이 흔들림을 느끼며 잠자고 있던 사람들의 일부가 깨어난다.                      | 메달린 물체가 미세하게 흔들린다. | 트럭이 지나가는 것과 같은 진동이 지나가며 정차한 차가 약간 흔들린다. |
| 3         | 약진 弱震 | 8~25 gal (진도IV~VI)       | 거의 모든 사람이 흔들림을 느끼며 일부는 흔들림에 공포감을 느낀다.                          | 집이 흔들리며 접시와 창문, 문이 소리를 내며 얹혀 있는 물건이 움직인다.                                                                               | 정차한 차가 크게 흔들리며 전선이 움직인다. |
| 4         | 중진 中震 | 25~80 gal (진도 VI~VII)    | 상당한 사람이 두려움을 느끼며 일부는 자리를 피하러 움직이며 잠자던 사람 대부분이 깨어난다. | 건물이 급격하게 흔들리며 고정되지 않은 물건이 넘어갈 수 있고 무거운 가구가 움직인다.                                                                 | 차량 내의 운전자가 흔들림을 느끼며 전선이 움직이고 길을 가던 사람들이 흔들림을 느낀다. |
| 5약       | 강진 強震 | 80~140 gal (진도 VII~VIII) | 대부분의 사람들이 무서워하고 당황한다.                                                     | 벽 일부에 금이 가며 무거운 가구가 넘어질 수 있다. | 차량 운전자 대부분이 지진을 느끼며 건물에 있는 굴뚝 일부가 무너진다. |
| 5강       | 강진 強震 | 140~250 gal (진도 VIII~IX) | 거의 모든 사람들이 무서워하고 당황하며 자기가 원하는데로 움직이기 매우 어렵다.             | 고정되어 있지 않은 기물 대부분이 무너지며 가구가 움직이고 문과 창문이 변형되며 벽이 갈라지기도 한다. 내진 설계가 되어 있는 주택은 피해가 거의 없다.  | 건물의 외장 벽돌이 떨어지며 산사태가 일부 일어나고 연약토층에선 모래가 분출되는 일이 일어나기도 한다. 일부 지역에서 전기, 가스, 수도 공급이 중단되며 내진 설계가 약한 벽돌 건물이 일부 파손된다. |
| 6약       | 열진 烈震 | 250~440 gal (진도 IX~X)    | 매우 흔들림이 심하며 서 있기가 힘들다.                                                     | 일부 건물이 손상을 입으며 무거운 가구가 넘어지고다.                                                                                                  | 차량을 운전하기가 매우 힘들며 땅의 모래 등이 밖으로 분출하는 것이 보인다. |
| 6강       | 열진 烈震 | 440~800 gal (진도 X~)      | 매우 흔들림이 심하며 견딜 수 없다.                                                         | 무거운 가구가 심하게 움직이거나 문과 창문이 뒤틀리며 내진성이 약한 건물은 지진에 손상되거나 무너지며 내진 설계가 되어 있는 집도 피해를 입을 수 있다. | 일부 지역은 땅이 갈라지며 산악 지대에선 산사태가 일어나고 연약토층에서는 모래와 진흙이 분출되는 일이 일어나기도 한다. 광범위한 지역에 전기, 가스, 수도 공급이 중단된다.                          |
| 7         | 극진 劇震 | 800 gal 이상 (진도 X~ )    | 몸을 가누지 못할 정도로 매우 흔들림이 심하다.                                              | 일부 건물은 손상을 입거나 붕괴하며 거의 모든 가구가 바닥에 떨어지거나 쓰러진다.                                                                      | 산사태가 나며 지형이 완전히 변할 수도 있다. 철도 레일이 구부러지며 지하 파이프라인이 파괴된다.                                                                                                   |

### 구 지진 계급
아래 표는 2000년 8월 1일부터 2020년 1월 1일까지 사용했던 구 중화민국 중앙기상국 진도 계급 분류이다.
| 진도 계급 | 진도 계급 | 최대 지반 가속도 | 인간의 느낌                                                                                | 실내 상황                                                                              | 실외 상황                                                                              |
| --------- | --------- | ---------------- | ------------------------------------------------------------------------------------------ | -------------------------------------------------------------------------------------- | -------------------------------------------------------------------------------------- |
| 0         | 무감 無感 | 0.8gal 이하      | 인간이 감지하지 못한다. 무감지진.                                                          | -                                                                                      | -                                                                                      |
| 1         | 미진 微震 | 0.8~2.5gal       | 가만히 있는 사람이 미세한 떨림을 느낄 정도이다.                                            | -                                                                                      | -                                                                                      |
| 2         | 경진 輕震 | 2.5~8.0gal       | 대부분의 사람이 흔들림을 느끼며 잠자고 있던 사람들의 일부가 깨어난다.                      | 전등과 같이 천장에 메달린 물체가 미세하게 흔들린다.                                    | 트럭이 지나가는 것과 같은 진동이 지나가며 정차한 차가 약간 흔들린다.                   |
| 3         | 약진 弱震 | 8~25gal          | 거의 모든 사람이 흔들림을 느끼며 일부는 흔들림에 공포감을 느낀다.                          | 집이 흔들리며 접시와 창문, 문이 소리를 내며 얹혀 있는 물건이 움직인다.                 | 정차한 차가 크게 흔들리며 전선이 움직인다.                                             |
| 4         | 중진 中震 | 25~80gal         | 상당한 사람이 두려움을 느끼며 일부는 자리를 피하러 움직이며 잠자던 사람 대부분이 깨어난다. | 집이 매우 흔들리며 불안정하게 서 있던 물체는 쓰러지며 무거운 가구가 둔탁하게 움직인다. | 차량 내의 운전자가 흔들림을 느끼며 전선이 움직이고 길을 가던 사람들이 흔들림을 느낀다. |
| 5         | 강진 強震 | 80~250gal        | 대부분의 사람들이 무서워하고 당황한다.                                                     | 벽 일부에 금이 가며 무거운 가구가 넘어질 수 있다.                                      | 차량 운전자 대부분이 지진을 느끼며 건물에 있는 굴뚝 일부가 무너진다.                   |
| 6         | 열진 烈震 | 250~400gal       | 매우 흔들림이 심하며 서 있기가 힘들다.                                                     | 일부 건물이 손상을 입으며 무거운 가구가 넘어지고 문과 창문이 뒤틀린다.                 | 차량을 운전하기가 매우 힘들며 땅의 모래 등이 밖으로 분출하는 것이 보인다.              |
| 7         | 극진 劇震 | 400gal 이상      | 몸을 가누지 못할 정도로 매우 흔들림이 심하다.                                              | 일부 건물은 손상을 입거나 붕괴하며 거의 모든 가구가 바닥에 떨어지거나 쓰러진다.        | 산사태가 나며 철도 레일이 구부러지며 지하 파이프라인이 파괴된다.                       |

## 계측 진도
2020년 이전에는 단순 최대 지반 가속도로만 진도를 계산하다 2020년 진도 개편 이후로는 미국 지질조사연구소(USGS)와 대만 지진학자들의 연구를 종합해 최대 지반 가속도(PGA)와 최대 지반 속도(PGV) 두 값을 취합하여 진도4 이하는 PGA로, 진도5 이상은 PGV로 계산한 계측 진도를 가지고 아래의 방법을 통해 진도를 측정한다.
1. 가속도 지진계(강진계)의 3축 벡터 가속도 데이터를 읽는다.
2. 데이터를 10 Hz 영역의 로우패스 필터에 통과시킨다.
3. 3개 벡터를 합성하고 이의 최대 지반 가속도를 측정한다.
4. 지진 진도와 PGA 표 범위를 대조해 지진 진도를 계산한다. 산출 진도가 5급 미만이면 해당 진도를 최종 진도로 계산해서 측정 과정을 종료하고, 5약 이상인 경우 아래 과정을 추가로 거친다.
5. 3개 벡터의 원래 가속도 데이터를 속도로 적분하고 0.075 Hz 하이패스 필터에 통과시킨다.
6. 3개 벡터를 합성하고 이의 최대 지반 속도를 계산한다.
7. 지진 진도와 PGV 표 범위를 대조해 지진 진도를 계산한다. 산출 진도가 4급 미만이면 지진 진도를 4급으로 설정하고, 그렇지 않은 경우 해당 진도를 최종 진도로 둔다.

아래는 각 계급별 최대 지반 가속도과 최대 지반 속도이다.
| 진도 계급     | 0급  | 1급     | 2급     | 3급    | 4급   | 5약    | 5강     | 6약     | 6강     | 7급  |
| PGA (cm/sec2) | <0.8 | 0.8~2.5 | 2.5~8.0 | 8.0~25 | 25~80 | 80~140 | 140~250 | 250~440 | 440~800 | >800 |

| 진도 계급    | 0급  | 1급     | 2급     | 3급     | 4급    | 5약   | 5강   | 6약   | 6강    | 7급  |
| PGV (cm/sec) | <0.2 | 0.2~0.7 | 0.7~1.9 | 1.9~5.7 | 5.7~15 | 15~30 | 30~50 | 50~80 | 80~140 | >140 |

## 진도 7급

### 구 7급

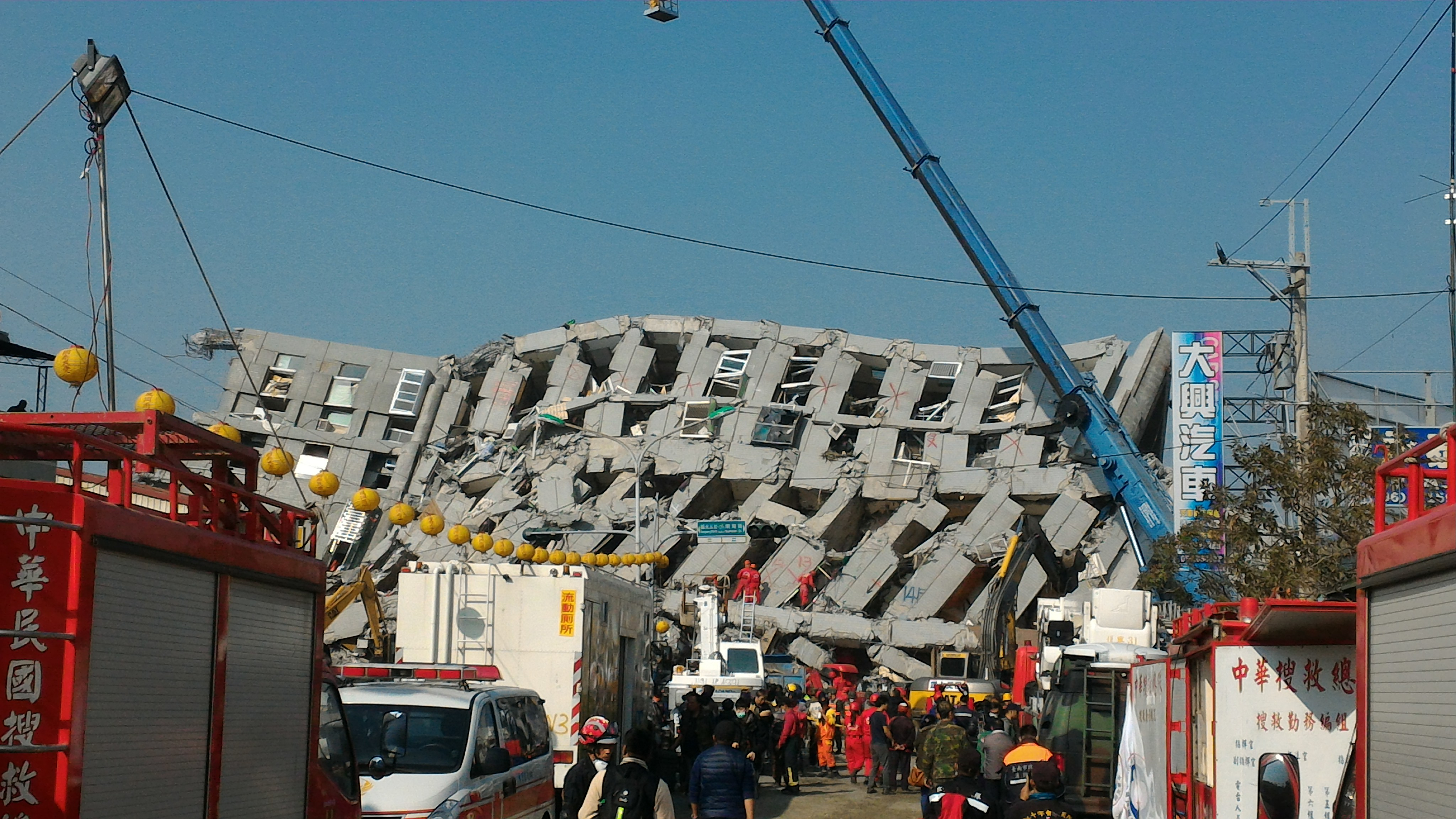
진도 7급을 기록한 2016년 가오슝 지진

1999년 7월부터 2000년 8월까지 중화민국 중앙기상국은 최대 지반 가속도가 400gal이 넘는 진도 7급인 지진계 데이터 53건을 분석했는데 그 중 1999년 921 대지진의 데이터가 20건이다.
2000년 8월 진도 계급 창설 이후부터 2020년 1월 전까지 최고 계급이었던 진도 7급(400gal 이상)을 기록한 지진은 총 9개이며 그 목록은 아래이다.
| 지진 명칭                    | 발생 날짜        | 측정 지진계 위치                                 | 최대 지반 가속도(gal) | 출처   |
| ---------------------------- | ---------------- | ------------------------------------------------ | --------------------- | ------ |
| 2000년 이란현 외해 지진      | 2000년 12월 30일 | 이란현 난아오향                                  | 406.98                | [ 6 ]  |
| 2004년 화롄 지진             | 2004년 5월 1일   | 화롄현 슈린향 타이루거                           | 619.8                 | [ 7 ]  |
| 2004년 동부 외해 지진        | 2004년 5월 8일   | 란위섬                                           | 452.98                | [ 8 ]  |
| 2009년 난터우 지진           | 2009년 11월 5일  | 난터우현 밍젠향                                  | 410.51                | [ 9 ]  |
| 2009년 화롄 지진(규모 6.9)   | 2009년 12월 19일 | 화롄현 펑빈향                                    | 539.89                | [ 10 ] |
| 2013년 화롄 지진(규모 6.4)   | 2013년 10월 31일 | 화롄현 완룽향                                    | 431.28                | [ 11 ] |
| 2016년 가오슝 지진(규모 6.6) | 2016년 2월 6일   | 타이난시 산상구                                  | 401.19                | [ 12 ] |
| 2018년 화롄 지진(규모 6.2)   | 2018년 2월 6일   | 이란현 난아오향, 화롄현 화롄시, 서우펑향, 슈린향 | 484.51                | [ 13 ] |
| 2019년 화롄 지진(규모 6.1)   | 2019년 4월 18일  | 화롄현 슈린향                                    | 515.17                | [ 14 ] |

### 신 7급
2020년 1월 1일 이후에는 진도 7급의 기준을 800gal 이상으로 상향하였고, 개정 이후 이를 만족하는 진도 7급의 지진은 아직 없다. 국가재해방호과학기술센터의 연구에 따르면 신 7급의 기준을 만족하는 지진은 921 대지진과 2018년 화롄 지진 2개만 해당한다.

## 같이 보기
- 중국 진도 계급 (중화인민공화국에서 사용, CSIS 계급)